# Roberto Danubio
Roberto Danubio, 7e dan wadōkai, né le 25 juillet 1957, à Naples, est président ainsi que Instructeur-chef de la Swiss Wadokai Karatedo Renmei (SWKR).

## Historique
En Suisse, il a participé de manière décisive au développement de la Wadokai. Les instructeurs qui l’ont le plus influencés sont : Teruo Kono, 8e dan et Shingo Ohgami, 8e dan. Il s’est également entraîné sous la direction de Hideho Takagi, 8e dan et Toru Arakawa, 9e dan. Il a passé son 6e dan devant la plus haute Commission d’examen de la Japan Karatedo Federation of Wadokai à Nagoya au Japon. Il est l’un des rares instructeurs et examinateurs licenciés par la Japan Karatedo Federation of Wadokai, en Europe.